# Ernst Löfström

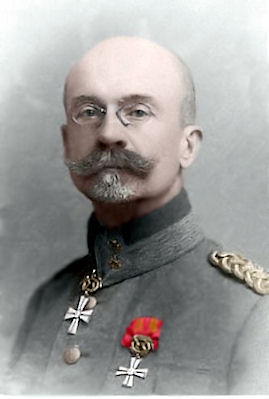
Ernst Berthold Löfström

Ernst Berthold Löfström (ryska: Эрне́ст Лавре́нтьевич Ле́встрем; använde även sin mors släktnamn Toll), född 31 maj 1865 i Viborg, död 5 januari 1937 i Helsingfors, var en finländsk militär. 
Löfström tjänstgjorde under första världskriget i Ryssland som kommendör för ett regemente och en division. Under finska inbördeskriget var han till en början chef för Savolaxgruppen, efter Tammerfors fall i april kommendör för Östarmén. 
År 1927 utnämndes han till infanterigeneral; mellan 1919 och 1928 var han inspektör för infanteriet.